# Sigrid Dittrich

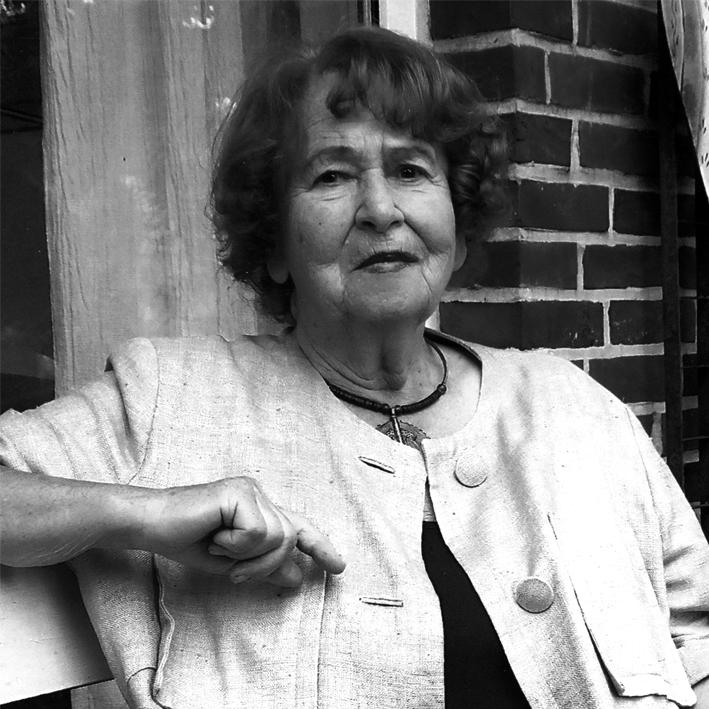
Sigrid Dittrich

Sigrid Dittrich (* 3. August 1930 in Stallupönen, Ostpreußen), geborene Geske, ist eine deutsche Journalistin und Autorin.
Den Besuch der Hufen-Oberschule in Königsberg (Preußen) bis 1944 und fluchtbedingt ab 1946 mehrerer Oberschulen in verschiedenen Städten Mecklenburgs schloss sie 1950 mit dem Abitur in Schwerin ab. Bis 1953 studierte sie Journalistik an der Universität Leipzig und erwarb das Diplom (Dipl. Journ.). Von 1953 bis 1955 arbeitete sie als Feuilletonredakteurin bei der Berliner Zeitung Tribüne, anschließend  bis 1958 als Lektorin im Urania Verlag in Leipzig. Danach war sie freie Autorin im Kinderfunk des Berliner Rundfunks. 1961 verließ sie mit ihrer Familie die DDR und lebte in Hannover, wo ihr Ehemann Lothar Dittrich Zoodirektor wurde.
Von 1973 bis 1992 war sie Schriftleiterin der Vierteljahres-Zeitschrift Der Zoofreund und Autorin von mehr als 100 kulturhistorischen Artikeln. Für den Zoo Hannover verfasste sie 1978 und 1979 Kinderzooführer.
Seit 1975 beschäftigte sie sich mit dem Studium der Wurzeln, der Tradition und der Verwendung von Tieren als Sinnzeichen in der Tafelmalerei. 2004 erschien in Zusammenarbeit mit ihrem Ehemann das „Lexikon der Tiersymbole. Tiere als Sinnbilder in der Malerei des 14. bis 17. Jahrhunderts“. Zu diesem Thema publizierte sie mit ihm auch Aufsätze in Zeitschriften und Jahrbüchern.
Sigrid Dittrich war mit dem Zoologen Lothar Dittrich (1932–2021) verheiratet und hat zwei Kinder.

## Publikationsliste (Auswahl)
- Zoos vor 100 Jahren – Die Schule des Sehens, Bongo, 13, S. 223–241, Berlin 1987.
- mit Lothar Dittrich: Der zahme Vogel, Sinnbild für die Erziehung der Jugend zu Tugend, Kunst und Antiquitäten 7/8, S. 21–25, 1992.
- mit Lothar Dittrich und Ingrid Faust: Das Bild der Giraffe, Hannover 1993.
- mit Lothar Dittrich: Der Pferdeschädel als Symbol in der niederländischen Malerei des 17. Jahrhunderts, Niederdeutsche Beiträge zur Kunstgesch. 24, S. 107–118, 1995.
- mit Lothar Dittrich: Der Fasan, Zoologische Identität und Ikonographie, Wallraf-Richartz-Jahrbuch 57, S. 101–131, 1996.
- mit Lothar Dittrich: Tiersubstitute für tradierte Tiersymbole. Die Erweiterung des Kanons von Tieren mit Sinnbildbedeutung in der Tafelmalerei des 15. und 16. Jahrhunderts, Wallraf-Richartz-Jb. 59, S. 123–154, Köln 1998.
- Exoten an den Höfen von Renaissancefürsten und ihre Darstellung in der Malerei, in: Lothar Dittrich, Dietrich von Engelhardt, Annelore Rieke-Müller (Hrsg.): Die Kulturgeschichte des Zoos, Berlin 2001, S. 9–29.
- mit Lothar Dittrich: Tiere auf Bildern von Bartholomäus Spranger und ihre Sinnbildbedeutung, Niederdeutsche Beiträge zur Kunstgesch. 39, S. 19–97, 2001.
- mit Lothar Dittrich: Mit Tieren gesagt – Sinnbilder charakterisieren die im Porträt dargestellte Persönlichkeit, Neuburger Kollektaneenblatt 149, S. 111–112, Neuburg/Donau 2001.
- mit Lothar Dittrich: Affen, Papageien und Hunde in gemalten Kunstkammer-Interieurs, Niederdeutsche Beiträge zur Kunstgesch. 43/44, S. 153–152, 2004/2005.
- mit Lothar Dittrich: Lexikon der Tiersymbole. Tiere als Sinnbilder in der Malerei des 14. bis 17. Jahrhunderts, 2. Auflage. Imhoff, Petersberg 2005 (= Studien zur internationalen Architektur- und Kunstgeschichte. Band 22).

| Personendaten    | Personendaten                     |
| ---------------- | --------------------------------- |
| NAME             | Dittrich, Sigrid                  |
| ALTERNATIVNAMEN  | Geske, Sigrid (Geburtsname)       |
| KURZBESCHREIBUNG | deutsche Journalistin und Autorin |
| GEBURTSDATUM     | 3. August 1930                    |
| GEBURTSORT       | Stallupönen, Ostpreußen           |